# سليلة أنفية
السلائل الأنفية (بالإنجليزية: Nasal polyp)‏ هي زوائد أو أورام أنفية تنمو بشكل غير اعتيادي في الأنف وما حولها من جيوب. تشبه تلك الزوائد نتوءات كيسيه أو جيوبا متورمة في الأغشية المخاطية، وتكون غليظة وقابلة للحركة على الرغم من أن ذلك قد يكون مصحوبا بآلام سطحية في بعض الأحيان. عادة ما تنمو تلك السلائل في كلتا فتحتي الأنف. قد تشمل المضاعفات التهاب الجيوب الأنفية واتساع الأنف.
السبب المباشر لحدوث تلك السلائل الأنفية أو الأورام غير واضح. قد تكون مرتبطة بحدوث التهاب مزمن في أغشية الجيوب الأنفية. نماء السلائل الأنفية يكون أكثر شيوعًا بين الأشخاص الذين يعانون من الحساسية ، أو التليف الكيسي ، أو التَحَسُّس من الأسبرين، أو من أنواع معينة من الإصابات المرضية. يعتبر الورم نفسه نتاجا للنمو المفرط للأغشية المخاطية. قد يتم التشخيص عن طريق النظر والكشف في الأنف. كما يمكن استخدام الأشعة المقطعية لتحديد عدد الاورام والمساعدة في التخطيط للجراحة.
عادة ما يكون العلاج عن طريق استخدام الهرمونات المنشطة (الستيرويدية)، وغالبا في شكل بخاخ أنفي. إذا لم يكن هذا العلاج فعالًا يمكن النظر في إجراء عملية جراحية وكثيراً ما تتكرر الحالة بعد الجراحة، وبالتالي يوصى في كثير من الأحيان باستخدام بخاخات الأنف الستيرويدية. قد تخفف مضادات الهيستامين في الأعراض ولكنها لا تعالج المرض الأساسي. لا داعي لإستخدام المضادات الحيوية في العلاج ما لم تحدث إصابة بعدوي مرضية.
يقدر عدد من يعانون من السلائل الأنفية بحوالي 4% من الناس في الوقت الحاضر، بينما يصاب بها حوالي 40٪ من الناس في مرحلة ما من أعمارهم. وغالبا ما تحدث بعد سن ال 20 وتكثر في الذكور أكثر من الإناث. ويرجع أقدم توصيف للسلائل الأنفية إلي وقت المصريين القدماء.

## العلامات والأعراض
تصنف السلائل الأنفية إلى سليلة غازية منعرية وسليلة غربالية.
تنشأ السليلة الغازية المنعرية في الجيوب الفكية وهي الأقل شيوعًا، وتنشأ السليلة الغربالية في الجيوب الغربالية.
تتضمن أعراض السلائل احتقان الأنف والتهاب الجيوب والخشام (فقدان الشم) وعدوى ثانوية تؤدي إلى الصداع. ويمكن أن تزال بالجراحة ولكن وجد أنها تعود ل70% من الحالات. وتتطلب جراحة الجيب قدراً كبيراً من الدقة لأن ذلك يشكل خطر حدوث تلف في منطقة الحجاج (التجويف العظميّ من الجمجمة حيث توجد المُقلة وتوابعها).

## الأنواع

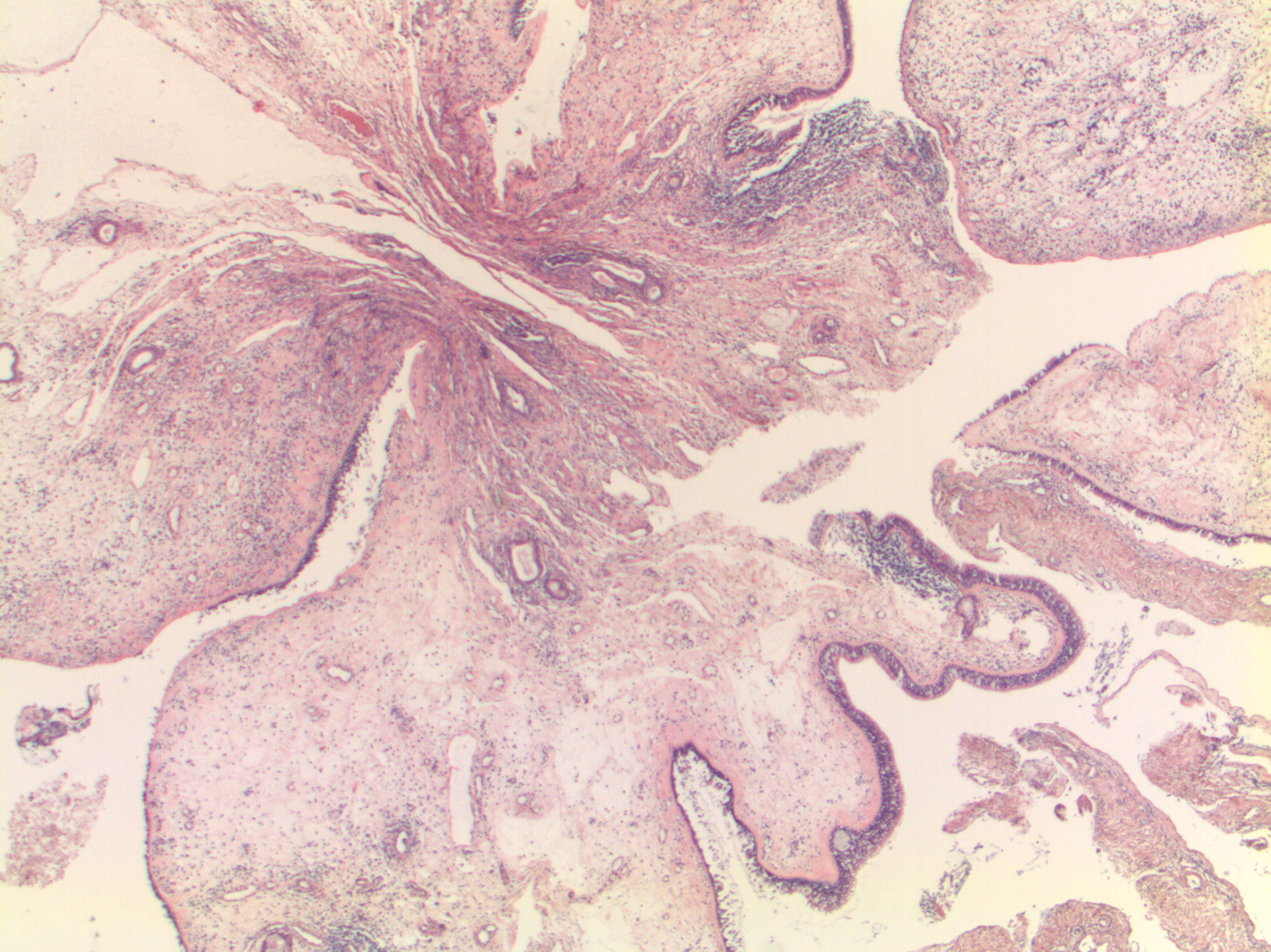
سليلة أنفية في الإنسان, مكبرة

- هناك نوعان رئيسيان للسلائل الأنفية:

1. سليلة غازية منعرية:
  1. أحادية من جانب واحد .
  2. يمكن أن تنشأ في الجيب الفكي.
  3. يصاب بها الأطفال عادة .
2. سليلة غربالية:
  1. ثنائية.
  2. يصاب بها الكبار عادة .

تتكون السليلة الأنفية من النسيج الضام الذميم لفرط التنسج مع بعض الغدد المصلية المخاطية والخلايا الالتهابية (معظمها عدلات وحمضات) و مع الظهارة التنفسية وأحيانا مع ظهارة حرشفية حؤولية على السطح.
ينبغي تمييز السلائل الأنفية عن الأورام الحليمية الأنفية، وهي الأورام الظهارية الحميدة ولها عواقب خطيره جداً.

## الأسباب

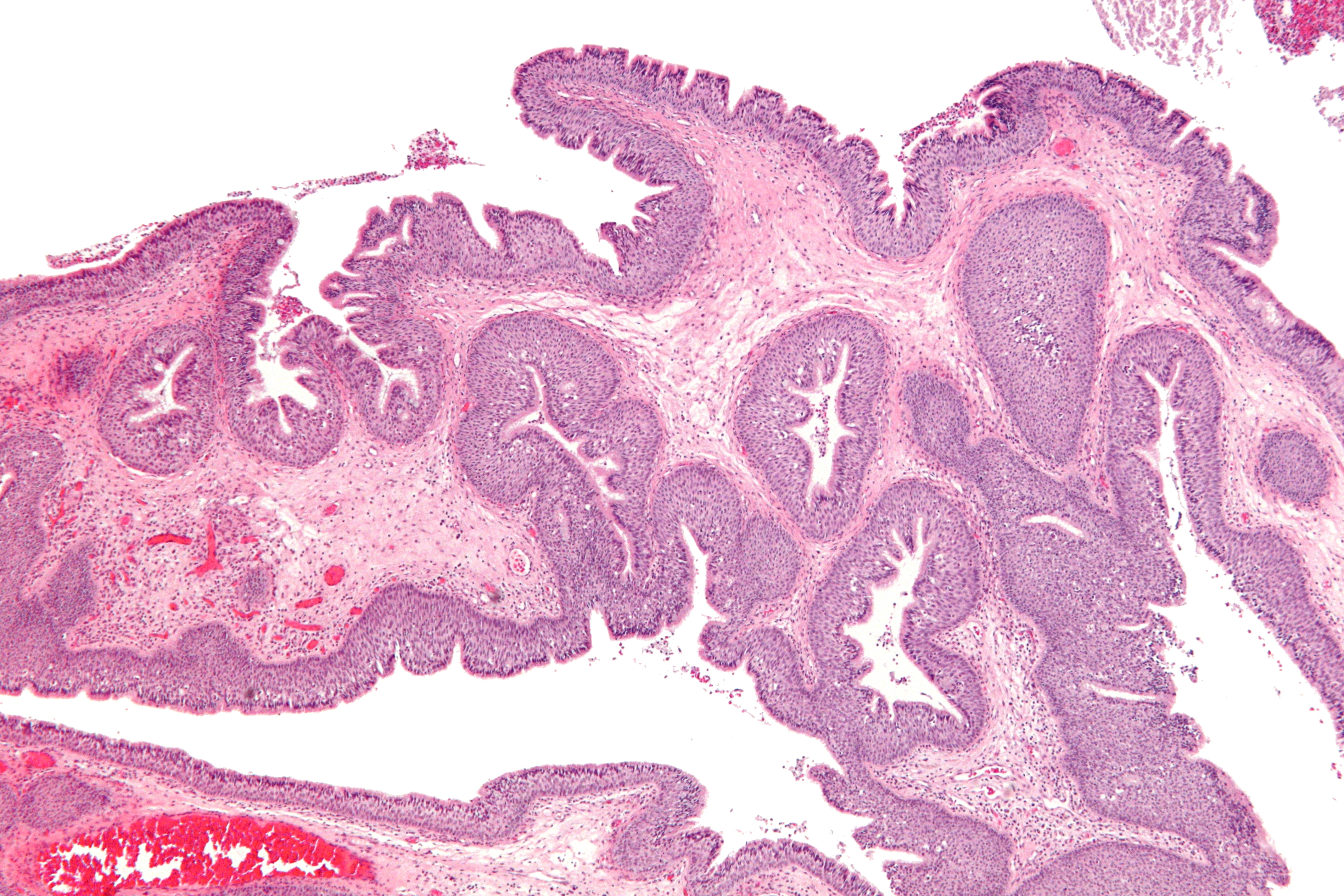
صورة مجهرية لورم حليمي أنفي قد يكون له عواقب خطيرة و ينبغي تمييزه عن الزوائد الأنفية

إن سبب السلائل الأنفية غير معروف. ولكن الاعتقاد الأكثر شيوعا عن السلائل الأنفية أنها بسبب الحساسية ونادرا بسبب التليف الكيسي على الرغم من أن عدد كبير منها اقترن بالربو غير التحسسي عند الكبار أو وجود مرض تنفسي أو حساسية قد تساعد في ظهورها. ويصبح مخاط الأنف خصوصا في منطقة الصماخ الأوسط (هو المنطقة الواقعة بين المحارة الأنفية الوسطى والمحارة الأنفية السفلية) وهو بسبب مجموعة من السوائل الخارجه من الخلية التي تتسبب في تغير سليلاني. السلائل هي لاطئة (خراج) تصبح في البداية مسوقة (ذات سويقة) وذلك نظراً لخطورة وفرط العطس.
تغطي الظهارة الاسطوانية المهدبة في المراحل المتقدمة سطح السليلة الأنفية ولكن تخضع لاحقا لتغير حؤولي لنوع الحرشفية عند تهيج الغلاف الجوي. فيظهرتحت المخاطية مسافات كبيرة بين الخلايا المملوئة بسائل مصلي.

### أمراض مختلفة مرتبطة بتشكيل السليلة
1. التهاب الأنف والجيوب المزمن.
2. الربو.
3. الربو المحرض بالأسبرين أو مرض الجهاز التنفسي المتفاقم الاسبرين (AERD).
4. التليف الكيسي.
5. متلازمة كارتاغينر.
6. متلازمة يونغ.
7. متلازمة شيرغ ستروس.
8. كثرة الخلايا البدينة الأنفية.

إن التعرض لبعض أشكال الكروم يمكن أن يسبب السلائل الأنفية والأمراض المرتبطة بها.
التهاب الأنف والجيوب المزمن هو حالة طبية مزمنة وشائعة يمكن تقسيمها إلى مجموعتين تظهر إما مع داء السلائل الأنفي أو بدونه.
يمكن تقسيم التهاب الأنف والجيوب المزمن مع داء السلائل المزمن إلى التهاب الأنف والجيوب اليوزيني الذي يشمل التهاب الجيوب الأنفية الفطرية التحسسية ومرض الجهاز التنفسي متفاقم الاسبرين أو السلائل الأنفية المرتبطة بالتهاب العدلات والذي يتميز أساسا بالتليف الكيسي.

## التشخيص
هناك نوعان من المعايير (الكبرى والصغرى) التي يجب الأخذ بها. يكون الأول على شكل ضغط في الوجه وانسداد في الأنف ونقص الشم والاخر على شكل حرارة وصداع وسعال وألم في الأسنان.

## العلاج
تعالج السلائل الأنفية غالبا بستيرويد موضعي أو يمكن علاجها بالطرق الجراحية. ويستخدم غالبا قبل وبعد الجراحة غسول الجيوب مع ماء دافئ يخلط معه كمية صغيرة من الملح (كلوريد الصوديوم وبيكربونات الصوديوم) قد يساعد في تنظيف الجيوب الأنفية.
تستغرق إزالة السلائل الأنفية بالجراحة حوالي 45 دقيقة إلى ساعة. ويتم إزالتها باستخدام جراحة المنظار تحت تأثير التخدير العام أو الموضعي. ويكون التعافي من هذا النوع من الجراحة خلال أسبوع إلى ثلاثة أسابيع.
يتوفر عادة موميتازونفيروات كرذاذ للأنف لعلاج أعراض الحساسية الشائعة. وقد أوصت إدارة الأغذية والأدوية في الولايات المتحدة باستعماله لعلاج السلائل الأنفية منذ ديسمبر 2005.

## اقرأ أيضاً
- جراحة التنظير الوظيفي للجيوب الأنفية